# Кетев мерири
Кетев мерири (варианты: Кетеб мерири, Кэтев мерири, Кетев мрири ивр. קֶטֶב מְרִירִי‎, лат. daemonium meridianum) — демон полуденного зноя в еврейской мифологии.
Демон активизируется с 10 часов утра до 3 часов дня, но пика своего могущества достигающий в полдень.

## Этимология
Слово Кетев (др.-евр. קֶטֶב‬) встречается в библии трижды; основное значение слова — разрушение.
Слово Мерири встречается всего один раз, и означает, скорее всего, горечь.
Таким образом, Кетев мерири — горькое разрушение.

## Упоминания
Первое упоминание словосочетания встречается уже в Торе (Втор. 32:24). Также упоминается в Псалтыре: «Не убоишься ужасов в ночи, стрелы, летящей днем, язвы, ходящей во мраке, заразы, опустошающей в полдень» (Пс. 90:5; другой перевод: «[Не убоишься] мора, во мраке ходящего, гибели (кетев), похищающей в полдень»).
Кетев Мерири часто упоминается в Талмуде и мидрашах.
Согласно мидрашам, демон Кетев Мерири приобретает особую силу период с 17 таммуза по начало ава, и может повредить одиноким путникам и строит козни отцам, наказывающим детей.
В остальное время его функции исполняет другой демон.

## Внешний вид
Внешне Кетев Мерири мохнат и страшен; во лбу у него рог, глаз — на груди. Каждый увидевший его, умирает (Мидраш Техилим 91, Бемидбар Рабба 12).
Согласно другим толкованиям, Кетев Мерири выглядит как шарик из камхи, и возвращается в первоначальный вид при заквашивании

## Отождествления
Иногда Кетев мерири отождествляется с Эмпузой.
Внешне Кетев мерири похож на Эрлика.
Контексты в Библии, где встречается «Кетев мерири», намекают на связь с ханаанским богом Решеф.